# Nová Lesná
Nová Lesná (allemand : Neuwalddorf) est un village de Slovaquie situé dans la région de Prešov.

## Histoire
Première mention écrite du village en 1315.

## Démographie

### Évolution de la population
| Année:               | 1994. | 2004.    | 2014.   | 2024.   |
| -------------------- | ----- | -------- | ------- | ------- |
| Nombre de personnes: | 1200  | 1522     | 1556    | 1646    |
| Différence:          |       | +26,83 % | +2,23 % | +5,78 % |

| Année:               | 2023. | 2024.   |
| -------------------- | ----- | ------- |
| Nombre de personnes: | 1649  | 1646    |
| Différence:          |       | -0,18 % |